# Orthoperus aequalis
Orthoperus aequalis är en skalbaggsart som beskrevs av Sharp in Blackburn och Sharp 1885. Orthoperus aequalis ingår i släktet Orthoperus och familjen punktbaggar. Inga underarter finns listade i Catalogue of Life.